# 吴春太
吴春太（1963年2月—），中华人民共和国外交官，曾任中华人民共和国驻尼泊尔联邦民主共和国特命全权大使。

## 生平
1985年，进入中华人民共和国外交部工作，先后在外交部礼宾司、驻英国大使馆、外交部西欧司任职。1996年，在剑桥大学法律系国际经济法专业进修一年。1997年，任外交部驻香港特派员公署一秘。2001年，任外交部西亚北非司一秘。2002年，任驻土耳其大使馆参赞。2009年，任外交部涉外安全事务司副司长。2013年3月，出任中华人民共和国驻尼泊尔大使。2016年，任外交部办公厅副主任。2018年，卸任办公厅副主任一职。